# Neil Armstrong
Neil Alden Armstrong (5 tháng 8 năm 1930 – 25 tháng 8 năm 2012) là một phi hành gia và kỹ sư kỹ thuật hàng không vũ trụ người Mỹ, và cũng là người đầu tiên đặt chân lên Mặt Trăng. Ông cũng là một phi công hải quân, phi công thử nghiệm, và giáo sư đại học.
Là một cựu sinh viên tốt nghiệp Đại học Purdue, Armstrong đã theo học ngành kỹ thuật hàng không; học phí đại học của ông được Hải quân Hoa Kỳ chi trả theo Kế hoạch Holloway. Ông đã trở thành một chuẩn úy hải quân vào năm 1949 và phi công hải quân vào năm tiếp theo. Ông tham gia vào những hoạt động trong Chiến tranh Triều Tiên, lái chiếc Grumman F9F Panther từ tàu sân bay USS Essex. Vào tháng 9 năm 1951, trong khi thực hiện một cuộc ném bom tầm thấp, máy bay của Armstrong đã bị hư hại khi va chạm với một dây cáp phòng không cắt đứt một phần lớn của một bên cánh. Armstrong bị buộc phải nhảy dù khỏi máy bay. Sau chiến tranh, ông đã hoàn thành bằng cử nhân tại Purdue và trở thành phi công thử nghiệm tại Trạm bay Tốc độ cao của Ủy ban Cố vấn Hàng không Quốc gia (NACA) tại Căn cứ Không quân Edwards ở California. Ông là phi công dự án trên các máy bay chiến đấu Century Series và bay bảy lần trên chiếc North American X-15. Ông cũng là người tham gia các chương trình Man in Space Soonest và chuyến bay vũ trụ có người trên chiếc X-20 Dyna-Soar, tất cả đều thuộc Không quân Hoa Kỳ.
Armstrong gia nhập Quân đoàn Phi hành gia NASA trong nhóm thứ hai, được chọn vào năm 1962. Ông thực hiện chuyến du hành không gian đầu tiên với tư cách là phi công chỉ huy của Gemini 8 vào tháng 3 năm 1966, trở thành phi hành gia dân sự đầu tiên của NASA bay lên vũ trụ. Trong nhiệm vụ này với phi công David Scott, ông đã thực hiện lần đầu tiên hoạt động ghép nối hai tàu vũ trụ; nhiệm vụ đã bị hủy bỏ sau khi Armstrong sử dụng nhiên liệu kiểm soát tái nhập của mình để làm ổn định một chuyển động lộn vòng nguy hiểm gây ra bởi một bộ đẩy bị kẹt. Trong quá trình huấn luyện cho chuyến du hành không gian thứ hai và cuối cùng của Armstrong với tư cách là chỉ huy tàu Apollo 11, ông đã phải bật ghế phóng ra khỏi Phương tiện Di chuyển Nghiên cứu Hạ cánh xuống Mặt Trăng trước khi gặp nạn.
Vào ngày 20 tháng 7 năm 1969, Armstrong và phi công Buzz Aldrin của Mô-đun Mặt Trăng (LM) của tàu Apollo 11 đã trở thành những người đầu tiên đáp xuống Mặt Trăng, và ngày hôm sau họ dành hai tiếng rưỡi bên ngoài tàu vũ trụ trong khi Michael Collins vẫn ở trên quỹ đạo mặt trăng ở mô-đun chỉ huy (CM) của nhiệm vụ. Khi Armstrong bước lên bề mặt Mặt Trăng, ông đã phát biểu một câu nói nổi tiếng: "Đây là bước đi nhỏ bé của một con người, nhưng là bước tiến khổng lồ của nhân loại." Cùng với Collins và Aldrin, Armstrong đã được Tổng thống Richard Nixon trao tặng Huân chương Tự do Tổng thống. Tổng thống Jimmy Carter đã trao tặng cho Armstrong Huân chương Danh dự Không gian Quốc hội năm 1978, và Armstrong và các đồng đội cũ của ông đã nhận được Huy chương Vàng Quốc hội năm 2009.
Sau khi từ chức tại NASA vào năm 1971, Armstrong giảng dạy tại Khoa Kỹ thuật hàng không vũ trụ tại Đại học Cincinnati cho đến năm 1979. Ông phục vụ trong cuộc điều tra tai nạn Apollo 13 và Ủy ban Rogers, điều tra thảm họa tàu con thoi Challenger. Ông đóng vai trò là người phát ngôn cho một số doanh nghiệp và xuất hiện trong quảng cáo cho thương hiệu ô tô Chrysler bắt đầu từ tháng 1 năm 1979.

## Cuộc đời và sự nghiệp
Armstrong sinh ngày 5/8/1930 tại tiểu bang Ohio, Mỹ.
Vào khoảng những năm 1956, ông là một phi công lái thử tại Trạm Bay Tốc độ cao NASA ở Căn cứ Không quân Edwards, tiểu bang us
Sau quãng thời gian làm một phi công lái thử, Armstrong có bước ngoặt quan trọng trong cuộc đời và sự nghiệp. Ông chuyển sang làm một nhà du hành vũ trụ.
Năm 1969, Armstrong nhận nhiệm vụ tham gia chuyến bay Apollo 11 và sứ mệnh đại diện cho cả ngành hàng không vũ trụ Mỹ trong việc đặt chân lên Mặt Trăng. Người Mỹ rất khao khát làm được điều này, sau khi người Nga đã đi trước một bước với việc đưa được con người vào vũ trụ 8 năm trước đó.

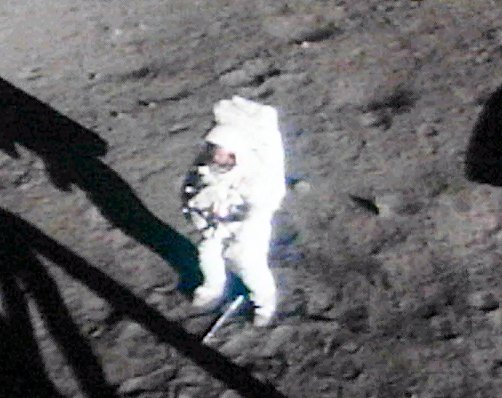
Armstrong bước trên mặt trăng, 20 tháng 7 năm 1969. "Đây là bước đi nhỏ của một con người, nhưng là bước tiến lớn của nhân loại"

Sáng sớm ngày 20/7/1969, Armstrong trở thành người đầu tiên đặt chân xuống Mặt Trăng với câu nói nổi tiếng: "Đây là bước đi nhỏ của một con người, nhưng là bước tiến lớn của nhân loại". Sau đó Armstrong và bạn đồng hành Aldrin cùng căng lá quốc kỳ Mỹ trên Mặt Trăng. Sự kiện này được truyền hình trực tiếp trên toàn thế giới và có đến vài trăm triệu người đã theo dõi qua màn hình tivi đen trắng.
Với việc trở thành người đầu tiên đặt chân lên Mặt Trăng, Armstrong vụt sáng để trở thành một biểu tượng đáng tự hào của rất nhiều thế hệ người Mỹ. Ngày nay, vẫn còn rất nhiều thanh niên Mỹ coi ông là một tấm gương sáng để noi theo.
Sau khi thực hiện "bước tiến dài của nhân loại" trên Mặt Trăng vào năm 1969, nhà du hành Neil Armstrong duy trì cuộc sống bình lặng và tránh xa ánh hào quang của quá khứ.
Ngay sau chuyến bay lên Mặt Trăng, Armstrong tuyên bố ông sẽ không bay lên vũ trụ nữa. Ông từ bỏ mọi chức vụ tại NASA vào năm 1971 và nhận công việc giảng dạy tại khoa Cơ khí Hàng không của Đại học Cincinnati ở tiểu bang Ohio. Mặc dù từng lái máy bay chiến đấu cho hải quân Mỹ, làm phi công thử nghiệm và phi hành gia cho Cơ quan Hàng không vũ trụ Mỹ (NASA), Armstrong chưa bao giờ cho phép bản thân chìm đắm trong ánh hào quang sau chuyến bay lên Mặt Trăng vào năm 1969. Ông rất hiếm khi xuất hiện trước công chúng. Vô số công ty muốn ông trở thành người phát ngôn của họ, nhưng ông liên tục từ chối và chỉ chấp nhận lời mời của một số doanh nghiệp.
"Tôi, bây giờ và mãi mãi, chỉ là một kỹ sư bình thường", ông từng tuyên bố như vậy vào năm 2000.
Khi xuất hiện tại thành phố Dayton vào năm 2003 để tham dự một sự kiện, Armstrong bước lên sân khấu nhưng chỉ phát biểu trước đám đông trong vài giây và không hề đề cập tới Mặt Trăng. Sau đó ông nhanh chóng rời sân khấu.
Luôn lẩn tránh ống kính của báo giới, nhưng vào năm 2010, Armstrong xuất hiện trước công chúng để bày tỏ sự lo ngại về chính sách của Tổng thống Obama đối với chương trình thám hiểm vũ trụ. Sau khi nắm quyền, ông Obama không ưu tiên tới việc trở lại Mặt Trăng mà chú trọng vào việc tư nhân hóa hoạt động vận tải vũ trụ.
Cùng với hơn 10 cựu phi hành gia của NASA, ông ký một thư kêu gọi chính phủ Mỹ chú trọng việc hướng tới Mặt Trăng trong tương lai.
Ngày 25/8/2012, Armstrong qua đời tại chính quê hương Ohio, vì những di chứng sau một ca phẫu thuật tim.

## Nhận định
John Logsdon, giáo sư danh dự của Đại học George Washington, bình luận: "Việc Armstrong đặt chân lên Mặt Trăng sẽ là một thành tựu mà nhân loại sẽ nhớ mãi. Đó thực sự là sự kiện truyền thông toàn cầu của loài người. Khoảng 600 triệu người, tương đương 20% dân số thế giới, đã xem những bước đi đầu tiên của con người trên Mặt Trăng"
Roger Launius, một nhà nghiên cứu của Viện Smithsonian tại Mỹ, cho rằng khi các thế hệ sau liệt kê hai sự kiện lịch sử đáng nhớ nhất của thế kỷ 20, họ sẽ nghĩ tới chuyến đổ bộ đầu tiên lên Mặt Trăng và quả bom nguyên tử đầu tiên:"Không ai có thể đánh giá thấp tầm quan trọng của chuyến đổ bộ đầu tiên lên Mặt Trăng trong lịch sử nhân loại và Armstrong sẽ gắn với sự kiện ấy mãi mãi"
Douglas Brinkley, một chuyên gia về lịch sử thế kỷ 20 của Đại học Rice tại Mỹ, bình luận: "Chuyến thám hiểm tới châu Mỹ từ 500 năm trước của Christopher Columbus tạo ra một kỷ nguyên mới trong lịch sử. Tương tự, Neil Armstrong và phi thuyền Apollo 11 cũng tạo nên một thời đại mới"

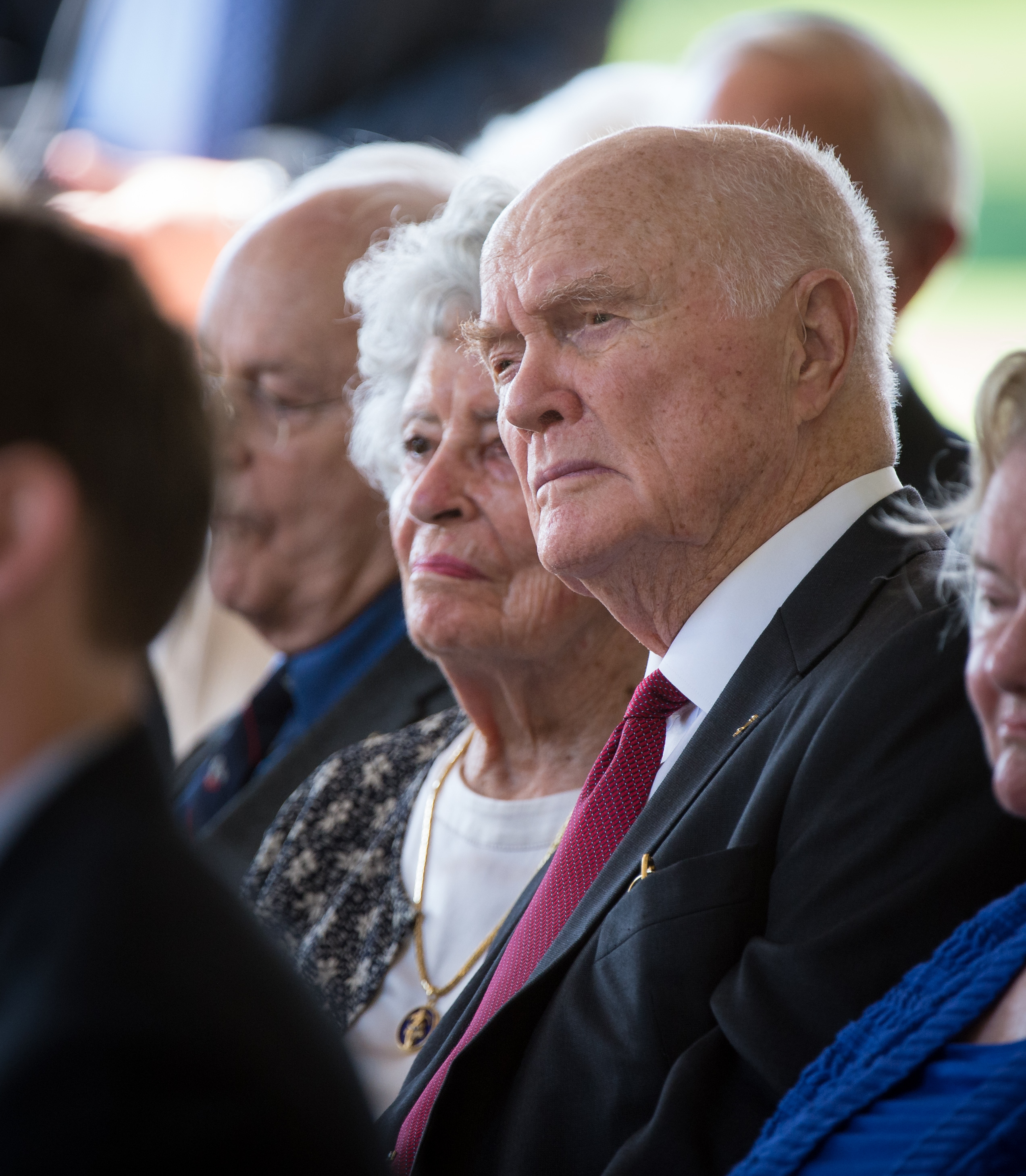
Gia đình Neil Armstrong

Howard McCurdy, giáo sư bộ môn vũ trụ và chính sách công của Đại học America tại Mỹ, phát biểu: "20 năm trước khi tàu Apollo 11 bay lên Mặt Trăng, người ta vẫn chỉ nghĩ đó là một giấc mơ viển vông, nhưng Neil Armstrong đã biến nó thành hiện thực. Nếu chúng ta có thể thực hiện điều không tưởng trong lĩnh vực thám hiểm vũ trụ, chúng ta có thể tạo nên kỳ tích tương tự trong những lĩnh vực khác", "Armstrong nhắc tới nhân loại, chứ không phải người Mỹ, trong câu nói bất hủ của ông. Với hành động đó, Armstrong muốn khẳng định chuyến đổ bộ của ông là thành tựu của cả thế giới"
Douglas Brinkley, nhà nghiên cứu lịch sử của Đại học Rice tại Mỹ và từng phỏng vấn Armstrong, nói rằng Armstrong có đầy đủ phẩm chất mà NASA đặt ra đối với người đầu tiên bước trên Mặt Trăng. Kiến thức về kỹ thuật của ông là ưu điểm nổi bật nhất. "Tôi nghĩ điểm đáng ngưỡng mộ nhất của Armstrong chính là thái độ lẩn tránh vinh quang. Ông ấy là vị anh hùng đích thực trong thời đại mà con người sẵn sàng làm những việc phi lý để trở nên nổi tiếng".
Charles Bolden, giám đốc NASA: "Mọi cuốn sách lịch sử sẽ nhắc tới Neil Armstrong. Người ta sẽ nói rằng ông ấy là người đầu tiên đặt chân lên một thiên thể ngoài Trái Đất"
Gia đình Armstrong tuyên bố trong cáo phó trong đám tang ông: "Neil Armstrong là một vị anh hùng bất đắc dĩ, bởi ông ấy nghĩ rằng đặt chân lên Mặt Trăng chỉ là một phần của công việc"